# 牛场镇 (镇雄县)
牛场镇，是中华人民共和国云南省昭通市镇雄县下辖的一个乡镇级行政单位。

## 行政区划
牛场镇下辖以下地区：
牛场村、大寨村、沙沟村、和平村、诸宗村、向乐村、长河村、田坝村和石笋村。